# 魏斯米斯山脈
46°7′40″N 8°0′43″E / 46.12778°N 8.01194°E

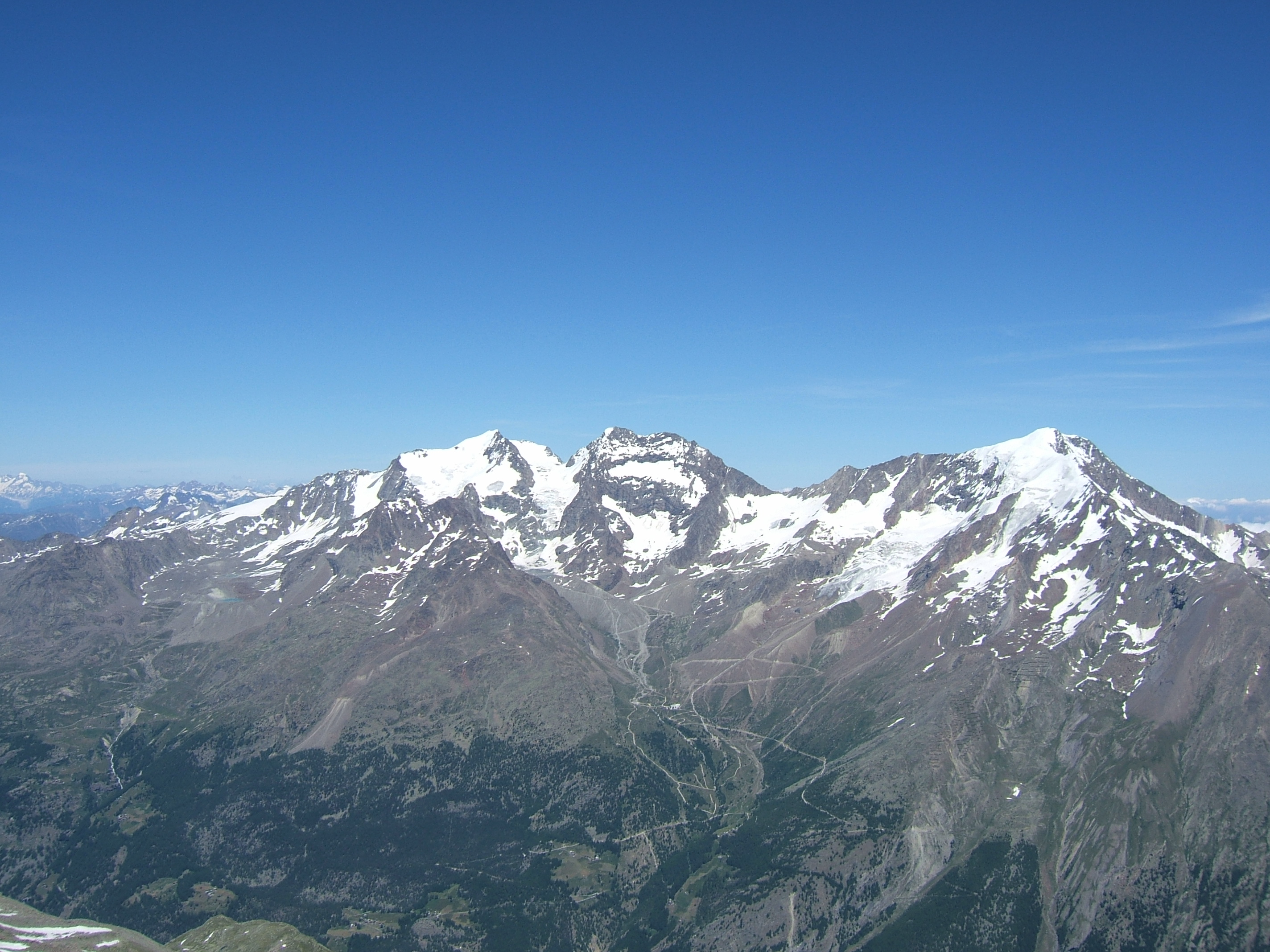

魏斯米斯山脈（Weissmies），是瑞士的山脈，位於該國西南部，由瓦萊州負責管轄，屬於本寧阿爾卑斯山脈的一部分，最高點是海拔高度4,017米的魏斯密斯山。